# Space Hulk (відеогра 2013)
Space Hulk — відеогра жанру покрокової стратегії, адаптація однойменної настільної гри за вигаданим всесвітом Warhammer 40,000. Розроблена компанією Full Control і випущена 15 серпня 2013 року.
Гра має перевидання — Space Hulk: Ascension Edition, що вийшло 12 листопада 2014 року.

## Ігровий процес
Правила взяті з настільної гри, гравець керує загоном Термінаторів Космодесанту різних класів, котрі борються з чудовиськами генокрадами на борту покинутого космічного корабля. Space Hulk (2013) заснована на доповненні Sin of Damnation версії 2009 року. Бої відбуваються покроково, як Термінатори, так і генокради ходять по клітинках. Кожному з бійців виділяються очки дії, які витрачаються на переміщення, стрілянину, відкриття дверей.
Термінатори також мають очки командування, які витрачаються на те саме, що й очки дії, але загальні для всіх бійців, і витрачаються, коли очок дії не вистачає. Їх кількість на кожному ходу різна і визначається випадково.
Завдання Космодесантників різниться від рівня до рівня — зачистка місцевості, пошук артефакту, або евакуація поранених термінаторів. Генокради ж намагаються знищити всіх Термінаторів. Всі Космодесантники виставляються на карту перед початком завдання в заздалегідь визначеному місці. Генокради прибувають кожен хід з тунелів корабля. Вони позначаються у вигляді червоних міток на карті, що можуть ховати за собою від одного до трьох генокрадів. Точна кількість залишається невідомою, поки мітка не потрапить в поле зору одного з Термінаторів. При цьому на спеціальному моніторі виводиться вид з очей виділеного бійця.
Гравець може активовувати Режим спостереження, при якому Термінатор автоматично відкриватиме вогонь по генокрадах, як тільки побачить їх. Він атакуватиме також при кожному русі ворога впродовж ходу. Наприклад, якщо генокрад пройде три клітинки — Термінатор випустить три черги.

## Кампанія
Режим кампанії налічує 12 місій, не пов'язаних між собою сюжетно. Вони включають такі завдання як знищити всіх генокрадів, добути реліквію чи пройти до зони евакуації. При цьому інколи ставляться умови, наприклад, зберегти живими щонайменше трьох Термінаторів, берегти заряди вогнемета до певного часу або взяти зразок конкретним Термінатором. З часом місії стають складнішими.

## Space Hulk: Ascension Edition
12 листопада 2014 року вийшло перевидання гри — Space Hulk: Ascension Edition. В ньому загони формуються з Термінаторів, які в міру проходження отримують досвід, підвищують характеристики і вивчають нові навички. Гравець може налаштовувати вигляд Термінаторів, при цьому відповідно змінюються їхні портрети. Додалася можливість змінювати швидкість анімації і різні режими стрільби. В оригіналі даються на вибір ордени Ультрамаринів, Кривавих Янголів і Космічних Вовків з кампаніями за них.
Гра має чотири рівні складності: 
- Легкий — Термінаторам даються додаткові очки дії, вони стріляють точніше, вправніші в ближньому бою і не вмирають остаточно. Але на цьому рівні неможливо заробити досягнення.
- Середній — дається додаткове очко дії, загиблі бійці між місіями замінюються аналогічними за рівнем.
- Складний — генокради нападають в більших кількостях і сильніші, загиблих Термінаторів замінюють новачки.
- Нереальний — не можна зберігати прогрес під час місії[5].

### DLC
- Imperial Fists — надає орден Імперських кулаків і використання турелі. Включає 15 сюжетних і 20 одиночних місій. Вийшло 18 грудня 2014 року[6].
- Salamanders — додає орден Саламандр, нові способи використання вогнемета, психічні сили пірокінезу для Бібліаріїв та нові елементи на картах. Включає 20 сюжетних і 20 одиночних місій. Вийшло 24 лютого 2015 року[7].
- Dark Angels — додає орден Темних Янголів, клас Апотекарій і плазмову зброю. Включає 20 сюжетних і 20 одиночних місій. Вийшло 15 квітня 2015 року[8].